# Persone di nome Stéphane
| Questa pagina contiene informazioni ricavate automaticamente dalle voci biografiche con l'ausilio del template Bio e di un bot. L'aggiornamento è periodico e automatico e ricostruisce completamente la pagina. Se manca una persona in questa lista, sei pregato di non aggiungerla, ma accertati piuttosto che la sua voce biografica contenga il template Bio e che i dati anagrafici siano correttamente compilati. Se il template Bio manca, inseriscilo tu stesso o, in alternativa, metti l'avviso {{tmp\|Bio}} che ne segnala la mancanza. Se i dati riportati sono sbagliati, correggi direttamente la voce biografica; le modifiche saranno visibili in questa lista entro pochi giorni. Per chiarimenti vedi il progetto antroponimi. La lista contiene solo le 134 persone che sono citate nell'enciclopedia e per le quali è stato implementato correttamente il template Bio. Pagina aggiornata al 16 ott 2024. |

Questa è una lista di persone presenti nell'enciclopedia che hanno il prenome Stéphane, suddivise per attività principale.

## Allenatori di calcio(12)
- Stéphane Cassard, allenatore di calcio e ex calciatore francese (Montbéliard, n. 1972)
- Stéphane Chapuisat, allenatore di calcio e ex calciatore svizzero (Losanna, n. 1969)
- Stéphane Crucet, allenatore di calcio e ex calciatore francese (Charleville-Mézières, n. 1970)
- Stéphane Dumont, allenatore di calcio e ex calciatore francese (Seclin, n. 1982)
- Stéphane Jobard, allenatore di calcio e ex calciatore francese (Langres, n. 1971)
- Stéphane Léoni, allenatore di calcio e ex calciatore francese (Saint-Mihiel, n. 1976)
- Stéphane Lièvre, allenatore di calcio, dirigente sportivo e ex calciatore francese (Parigi, n. 1972)
- Stéphane Masala, allenatore di calcio e ex calciatore francese (Nantes, n. 1976)
- Stéphane Moulin, allenatore di calcio e ex calciatore francese (Parigi, n. 1967)
- Stéphane Ruffier, allenatore di calcio e ex calciatore francese (Bayonne, n. 1986)
- Stéphane Sarni, allenatore di calcio e ex calciatore svizzero (Sion, n. 1980)
- Stéphane Ziani, allenatore di calcio e ex calciatore francese (Nantes, n. 1971)

## Allenatori di pallavolo(1)
- Stéphane Antiga, allenatore di pallavolo e ex pallavolista francese (Suresnes, n. 1976)

## Arbitri di calcio(1)
- Stéphane Lannoy, arbitro di calcio francese (Boulogne-sur-Mer, n. 1969)

## Archeologi(1)
- Stéphane Gsell, archeologo e storico francese (Parigi, n. 1864 - Parigi, † 1932)

## Artisti(1)
- Stéphane Chaudesaigues, artista francese (Versailles, n. 1968)

## Astronomi(2)
- Stéphane Morata, astronomo francese (n. 1977)
- Stéphane Udry, astronomo svizzero (Sion, n. 1961)

## Atleti paralimpici(1)
- Stéphane Bozzolo, ex atleta paralimpico francese (Épinal, n. 1975)

## Attori(4)
- Stéphane Clavier, attore, sceneggiatore e regista francese (Parigi, n. 1955)
- Stéphane Ferrara, attore e ex pugile francese (Parigi, n. 1956)
- Stéphane Freiss, attore francese (Digione, n. 1960)
- Stéphane Rideau, attore francese (Agen, n. 1976)

## Baritoni(1)
- Stéphane Degout, baritono francese (Bourg-en-Bresse, n. 1975)

## Batteristi(1)
- Stéphane Huchard, batterista e compositore francese (n. 1964)

## Biatleti(1)
- Stéphane Bouthiaux, biatleta francese (Pontarlier, n. 1966)

## Calciatori(37)
- Stéphane Abaul, calciatore francese (n. 1991)
- Stéphane Adam, ex calciatore francese (Lilla, n. 1969)
- Stéphane Agbre Dasse, calciatore ivoriano (Bingerville, n. 1989)
- Stéphane Auvray, ex calciatore francese (Les Abymes, n. 1981)
- Stéphane Badji, calciatore senegalese (Ziguinchor, n. 1990)
- Stéphane Bahoken, calciatore francese (Grasse, n. 1992)
- Stéphane Besle, ex calciatore francese (Haguenau, n. 1984)
- Stéphane Biakolo, ex calciatore camerunese (Échirolles, n. 1982)
- Stéphane Borbiconi, ex calciatore francese (Villerupt, n. 1979)
- Stéphane Bruey, calciatore francese (Parigi, n. 1932 - Belley, † 2005)
- Stéphane Carnot, ex calciatore francese (Quimper, n. 1969)
- Stéphane Dalmat, ex calciatore francese (Joué-lès-Tours, n. 1979)
- Stéphane Darbion, ex calciatore francese (Belley, n. 1984)
- Stéphane Diarra, calciatore ivoriano (Abidjan, n. 1998)
- Stéphane Faatiarau, calciatore francese (Faa'a, n. 1990)
- Stéphane Grichting, ex calciatore svizzero (Sierre, n. 1979)
- Stéphane Grégoire, ex calciatore francese (Thouars, n. 1968)
- Stéphane Guillaume, ex calciatore haitiano (Saint-Marc, n. 1984)
- Stéphane Guivarc'h, ex calciatore francese (Concarneau, n. 1970)
- Stéphane Henchoz, ex calciatore e allenatore di calcio svizzero (Billens, n. 1974)
- Stéphane Lambese, calciatore francese (Nogent-sur-Marne, n. 1995)
- Stéphane M'Bia, calciatore camerunese (Yaoundé, n. 1986)
- Stéphane N'Guéma, calciatore gabonese (Libreville, n. 1984)
- Stéphane Nater, calciatore tunisino (Troyes, n. 1984)
- Stéphane Noro, ex calciatore francese (Lilla, n. 1987)
- Stéphane Paille, calciatore e allenatore di calcio francese (Scionzier, n. 1965 - Lione, † 2017)
- Stéphane Pichot, ex calciatore francese (Ernée, n. 1976)
- Stéphane Pignol, ex calciatore francese (Aubagne, n. 1977)
- Stéphane Porato, ex calciatore e allenatore di calcio francese (Colombes, n. 1973)
- Praxis Rabemananjara, calciatore malgascio (n. 1987)
- Stéphane Samson, ex calciatore francese (Bernay, n. 1975)
- Stéphane Sessègnon, ex calciatore beninese (Allahé, n. 1984)
- Stéphane Sparagna, calciatore francese (Marsiglia, n. 1995)
- Stéphane Suédile, ex calciatore francese (Fort-de-France, n. 1983)
- Stéphane Tritz, calciatore francese (Strasburgo, n. 1987)
- Stéphane Van Der Heyden, ex calciatore belga (Sint-Gillis-Waas, n. 1969)
- Stéphane Zubar, calciatore francese (Pointe-à-Pitre, n. 1986)

## Cantanti(1)
- Stéphane Casalta, cantante e chitarrista francese (Santa Reparata di Balagna, n. 1968)

## Cantautori(1)
- Stéphane Sanseverino, cantautore e chitarrista francese (Parigi, n. 1961)

## Cestisti(6)
- Stéphane Dondon, ex cestista francese (Melun, n. 1977)
- Stéphane Dumas, ex cestista e allenatore di pallacanestro francese (Sanary-sur-Mer, n. 1978)
- Stéphane Gombauld, cestista francese (Saint-Claude, n. 1997)
- Stéphane Lauvergne, ex cestista francese (Clermont-Ferrand, n. 1968)
- Stéphane Ostrowski, ex cestista e allenatore di pallacanestro francese (Bron, n. 1962)
- Stéphane Risacher, ex cestista francese (Moulins, n. 1972)

## Chimici(1)
- Marcel Delépine, chimico e farmacologo francese (Saint-Martin-le-Gaillard, n. 1871 - † 1965)

## Chitarristi(1)
- Stéphane Sirkis, chitarrista, tastierista e compositore francese (Antony, n. 1959 - Parigi, † 1999)

## Ciclisti su strada(6)
- Stéphane Augé, ex ciclista su strada e dirigente sportivo francese (Pau, n. 1974)
- Stéphane Barthe, ex ciclista su strada francese (Ermont, n. 1975)
- Stéphane Bergès, ex ciclista su strada francese (Senlis, n. 1975)
- Stéphane Poulhiès, ciclista su strada francese (Albi, n. 1985)
- Stéphane Pétilleau, ex ciclista su strada francese (Château-du-Loir, n. 1971)
- Stéphane Rossetto, ex ciclista su strada francese (Melun, n. 1987)

## Compositori(1)
- Stéphane Raoul Pugno, compositore, insegnante e pianista francese (Montrouge, n. 1852 - Mosca, † 1914)

## Conduttori radiofonici(1)
- Stéphane Bern, conduttore radiofonico, scrittore e attore francese (Lione, n. 1963)

## Danzatori(1)
- Stéphane Bullion, ballerino francese (Lione, n. 1980)

## Diplomatici(1)
- Stéphane Hessel, diplomatico, politico e scrittore tedesco (Berlino, n. 1917 - Parigi, † 2013)

## Direttori d'orchestra(1)
- Stéphane Denève, direttore d'orchestra francese (Tourcoing, n. 1971)

## Direttori della fotografia(1)
- Stéphane Fontaine, direttore della fotografia francese

## Direttori teatrali(1)
- Stéphane Lissner, direttore teatrale francese (Parigi, n. 1953)

## Dirigenti sportivi(2)
- Stéphane Goubert, dirigente sportivo e ex ciclista su strada francese (Montpellier, n. 1970)
- Stéphane Heulot, dirigente sportivo e ex ciclista su strada francese (Rennes, n. 1971)

## Disc jockey(1)
- DJ Falcon, disc jockey e produttore discografico francese (Parigi, n. 1973)

## Fumettisti(1)
- Charb, fumettista, disegnatore e giornalista francese (Conflans-Sainte-Honorine, n. 1967 - Parigi, † 2015)

## Giocatori di beach soccer(1)
- Stéphane François, giocatore di beach soccer francese (Marsiglia, n. 1976)

## Giocatori di football americano(1)
- Stéphane Fortes, giocatore di football americano francese

## Imprenditori(1)
- Stéphane Richard, imprenditore francese (Bordeaux, n. 1961)

## Judoka(1)
- Stéphane Traineau, ex judoka francese (Cholet, n. 1966)

## Medici(1)
- Stéphane Tarnier, medico francese (Aiserey, n. 1828 - Parigi, † 1897)

## Mezzofondisti(1)
- Stéphane Franke, mezzofondista tedesco (Versailles, n. 1964 - Potsdam, † 2011)

## Navigatori(1)
- Stéphane Peyron, navigatore, esploratore e produttore televisivo francese (La Baule-Escoublac, n. 1960)

## Ostacolisti(2)
- Stéphane Caristan, ex ostacolista francese (Créteil, n. 1964)
- Stéphane Diagana, ex ostacolista e velocista francese (Saint-Affrique, n. 1969)

## Pallavolisti(1)
- Stéphane Tolar, pallavolista francese (Saint-Louis, n. 1984)

## Pattinatori artistici su ghiaccio(2)
- Stéphane Bernadis, ex pattinatore artistico su ghiaccio francese (Boulogne-Billancourt, n. 1974)
- Stéphane Lambiel, ex pattinatore artistico su ghiaccio svizzero (Martigny, n. 1985)

## Piloti automobilistici(3)
- Stéphane Ortelli, pilota automobilistico monegasco (Hyères, n. 1970)
- Stéphane Richelmi, pilota automobilistico monegasco (Monte Carlo, n. 1990)
- Stéphane Sarrazin, pilota automobilistico francese (Alès, n. 1975)

## Piloti di rally(1)
- Stéphane Lefebvre, pilota di rally francese (Nœux-les-Mines, n. 1992)

## Piloti motociclistici(4)
- Stéphane Blot, pilota motociclistico francese (n. 1972)
- Stéphane Chambon, pilota motociclistico francese (Carpentras, n. 1965)
- Stéphane Mertens, pilota motociclistico belga (Parigi, n. 1959)
- Stéphane Peterhansel, pilota motociclistico e pilota di rally francese (Échenoz-la-Méline, n. 1965)

## Politici(4)
- Stéphane Le Foll, politico francese (Le Mans, n. 1960)
- Stéphane Lenormand, politico francese
- Stéphane Séjourné, politico francese (Versailles, n. 1985)
- Stéphane Valeri, politico monegasco (Monaco, n. 1962)

## Produttori cinematografici(1)
- Stephane Sperry, produttore cinematografico francese

## Registi(3)
- Stéphane Aubier, regista e sceneggiatore belga (Verviers, n. 1964)
- Stéphane Brizé, regista e sceneggiatore francese (Rennes, n. 1966)
- Stéphane Sednaoui, regista e fotografo francese (Parigi, n. 1963)

## Rugbisti a 15(3)
- Stéphane Castaignède, ex rugbista a 15 e allenatore di rugby a 15 francese (Mont-de-Marsan, n. 1969)
- Stéphane Glas, ex rugbista a 15 e allenatore di rugby a 15 francese (Bourgoin-Jallieu, n. 1973)
- Stéphane Ougier, ex rugbista a 15 e dirigente d'azienda francese (Tolosa, n. 1967)

## Schermidori(1)
- Stéphane Ganeff, schermidore belga (L'Aia, n. 1959)

## Scialpinisti(1)
- Stéphane Brosse, scialpinista francese (Pont-de-Beauvoisin, n. 1972 - Aiguille d'Argentière, † 2012)

## Sciatori alpini(5)
- Stéphane Aubonnet, ex sciatore alpino francese (n. 1973)
- Stéphane Cretin, ex sciatore alpino francese (n. 1967)
- Stéphane Exartier, ex sciatore alpino francese (Chambéry, n. 1969)
- Stéphane Tissot, ex sciatore alpino francese (Bonneville, n. 1979)
- Stéphane de Siebenthal, ex sciatore alpino svizzero (n. 1986)

## Storici(1)
- Stéphane Courtois, storico francese (Dreux, n. 1947)

## Tennisti(3)
- Stéphane Bohli, ex tennista svizzero (Ginevra, n. 1983)
- Stéphane Robert, ex tennista e allenatore di tennis francese (Montargis, n. 1980)
- Stéphane Simian, ex tennista francese (Le Pontet, n. 1967)

## Violinisti(1)
- Stéphane Grappelli, violinista, pianista e compositore francese (Parigi, n. 1908 - Parigi, † 1997)

## Senza attività specificata(1)
- Stéphane Ceretti, effettista francese (n. 1973)